# Abedal Maleque ibne Catane Alfiri
Abedal Maleque ibne Catane Alfiri (em árabe: عبد الملك بن قطن الفهري; romaniz.: Abd al-Malik ibn Katan al-Fihri) foi uale do Alandalus de 732 a 734 e novamente em 740.